# Massimiliano Palumbara
Massimiliano Palumbara ou Massimiliano Palombella (falecido a 23 de janeiro de 1607) foi um prelado católico romano que serviu como arcebispo de Benevento (1574–1607). Era sobrinho do cardeal Giacomo Savelli, seu antecessor como arcebispo, através da sua irmã.
Faleceu a 23 de janeiro de 1607, aos 33 anos, e foi sepultado na Capela de Santo Antônio de Pádua, na Catedral.
Enquanto bispo, foi o principal co-consagrador de Flaminio Filonardi, Bispo de Aquino (1579); Scipione Gesualdo, Arcebispo de Conza (1585); e Enrico Caetani, Patriarca Titular de Alexandria (1585).